# De boer, zijn zoon en hun paard
De boer, zijn zoon en hun paard, ook bekend als bijvoorbeeld De boer die zijn paard verloor of Geluk of ongeluk?, is een van de bekendste parabels uit de Huainanzi (Chinees: 淮南子, Nederlands: Meester van Huainan), hoofdstuk 18 (Chinees: 人間訓, Renjianxun, Nederlands: In de wereld van de mens) uit de 2e eeuw voor Christus. Het verhaal laat de taoïstische kijk zien op geluk (dat als goed wordt gezien) en ongeluk (dat als slecht wordt gezien).

## Vertaling
De Nederlandse tekst is gebaseerd op de vertaling van Claude Larre et al.: Les Grands Traités du Huainan zi, 1993, p. 208–209.
| Chinees                           | Nederlands                                                                              |
| --------------------------------- | --------------------------------------------------------------------------------------- |
| 夫禍富之 (ook 夫禍福之) 轉而相生, | Geluk en ongeluk brengen elkaar voort                                                   |
| 其變難見也.                       | en het is moeilijk hun wisselingen te voorspellen.                                      |
|                                   |                                                                                         |
| 近塞上之人有善術者,               | Een rechtschapen man woonde dicht bij de grens.                                         |
| 馬無故亡而入胡.                   | Op een dag liep zonder duidelijke reden zijn paard weg naar het gebied van de barbaren. |
| 人皆吊之.                         | Alle mensen betreurden het voor hem.                                                    |
| 其父曰:                           | Zijn vader echter zei tegen hem:                                                        |
| „此何遽不為福乎?“                 | "Wie weet of dit niet geluk brengt?"                                                    |
| 居數月,                           | Enkele maanden later                                                                    |
| 其馬將胡駿馬而歸.                 | kwam zijn paard terug met een groep goede, edele barbarenpaarden.                       |
| 人皆賀之.                         | Alle mensen feliciteerden hem.                                                          |
| 其父曰:                           | Zijn vader echter zei tegen hem:                                                        |
| „此何遽不能為禍乎?“               | "Wie weet of dit niet ongeluk brengt?"                                                  |
| 家富良馬,                         | Een rijk huis heeft goede paarden                                                       |
| 其子好騎,                         | en de zoon steeg met vreugde op en hield van rijden.                                    |
| 墮而折其髀.                       | Daarbij viel hij en brak hij zijn been.                                                 |
| 人皆吊之.                         | Alle mensen betreurden het voor hem.                                                    |
| 其父曰:                           | Zijn vader echter zei tegen hem:                                                        |
| „此何遽不為福乎?“                 | "Wie weet of dit niet geluk brengt?"                                                    |
| 居一年,                           | Een jaar later                                                                          |
| 胡人大入塞,                       | vielen de barbaren de grens over.                                                       |
| 丁壯者引弦而戰,                   | De volwassen mannen spanden hun bogen en trokken ten strijde.                           |
| 近塞之人，死者十九,               | Negen van de tien grensbewoners werden daarbij gedood,                                  |
| 此獨以跛之故,                     | met uitzondering van de zoon vanwege zijn gebroken been.                                |
| 父子相保.                         | Vader en zoon waren beschermd en overleefden beiden.                                    |
|                                   |                                                                                         |
| 故福之為禍,                       | Daarom: ongeluk veroorzaakt geluk                                                       |
| 禍之為福,                         | en geluk veroorzaakt ongeluk.                                                           |
| 化不可極,                         | Dit gebeurt eindeloos                                                                   |
| 深不可測也.                       | en niemand kan het inschatten.                                                          |

## Plot en verklaring
De parabel vertelt het verhaal van een boer die samen met zijn zoon dicht bij de grens met het barbarengebied woont. Zonder zijn schuld en zonder dat hij invloed kan uitoefenen, ondergaat de boer verschillende situaties die allemaal belangrijke gevolgen voor hem hebben:
- Zijn paard, een aanzienlijk deel van zijn bezit en levensonderhoud, loopt weg.
- Na weken komt zijn paard terug en brengt het andere paarden uit de barbarengebieden mee, waardoor het bezit van de boer toeneemt.
- Proberend op een van de wilde paarden te rijden, valt de zoon van de boer van het paard en breekt hij zijn been, wat zijn fysieke capaciteiten vermindert.
- Wanneer de barbaren de grens aanvallen, wordt de gewonde zoon niet opgeroepen en hoeft hij niet mee te vechten voor de verdediging, waardoor hij en zijn vader overleven en de dood ontsnappen.

Deze gebeurtenissen worden spontaan beoordeeld door de buren, maar de boer relativeert deze oordelen over de situaties met zijn kennis van Tao: alles is een samenspel van yin en yang, van licht en schaduw, van geluk en ongeluk, zowel in de kleinste details als in de grote gebeurtenissen van het leven. Maar aangezien het binnen het kader van menselijke waarneming onmogelijk is om de toekomstige gevolgen van een gebeurtenis te herkennen (en dus te weten wat echt 'geluk' of 'ongeluk' is), is de reactie van de oude man op deze gebeurtenissen een stoïcijnse gemoedsrust. Hij reageert met wu wei en in deze kennis vindt hij zijn kalmte en blijvende, ware geluk: hij accepteert het leven zoals het is.
De wijsheid in de parabel komt niet van een leraar, monnik of koning, en wordt niet uitvoerig besproken. Het komt van een eenvoudige, oude man die deze wijsheid in korte zinnen overbrengt. Het zijn herhalingen, omdat er niets meer aan toegevoegd hoeft te worden. Dit suggereert dat de kennis van Tao voor iedereen bereikbaar is.
Door de inleidende en afsluitende zinnen wordt duidelijk dat de parabel slechts een klein stukje van een eindeloze reeks gebeurtenissen toont: vóór het verlies van het paard waren er andere geluks- of ongelukssituaties, en na het afslaan van de barbaren zullen er andere volgen.

## Trivia
- De filosoof Alan Watts vertelde dit verhaal tijdens zijn lezingen over Oosterse wijsheid en het moderne leven (1960–1969).[1]
- De psychiater Fritz B. Simon vertelt dit verhaal in zijn boek Meine Psychose, mein Fahrrad und ich: Zur Selbstorganisation der Verrücktheit (1990),[2] een basale inleiding en leerboek over moderne systeemtheorie en radicaal constructivisme.
- De hoogleraar Richard Wiseman gebruikte een variant van het verhaal in zijn boek The Luck Factor (2003),[3] om het verschil te beschrijven in hoe 'geluksvogels' en 'pechvogels' omgaan met tegenslagen en wendingen van het lot.
- Coral Chen schreef en illustreerde het kinderboek The Old Man Who Lost His Horse (2011) in het Engels en Chinees.
- Mascha Kaléko gebruikte dit thema in haar gedicht Chinesische Legende (1983).[4]
- In de 14e aflevering van het vijfde seizoen van Northern Exposure, uitgezonden op 24 januari 1994, deelde Marilyn Whirlwind een variant van dit verhaal met Ed Chigliak.
- La Abuela Gordillo (gespeeld door Alma Martinez) vertelt een variant van de parabel in het vierde seizoen van de televisieserie The Last Man on Earth, waar het verhaal als een rode draad door meerdere afleveringen loopt. De deus ex machina in de aflevering Hamilton/Berg kan worden gezien als het hoogtepunt van een reeks ogenschijnlijk gelukkige of ongelukkige gebeurtenissen.
- In de Bluey-aflevering The Sign wordt het verhaal opnieuw verteld en meerdere keren aangehaald tijdens de aflevering.
- In de film Charlie Wilson's War vertelt Gust Avrakotos (een CIA-agent) het verhaal aan het einde van de film als een waarschuwing, terwijl hij het toeschrijft aan een zenmeester, op het moment dat men het nieuws viert over de terugtrekking van de Sovjets uit Afghanistan.